# Гранд Хамад (стадіон)
Стадіон «Гранд Хамад» (араб. استاد حمد الكبير), також відомий як стадіон спортивного клубу Аль-Арабі, є багатоцільовим стадіоном у Досі, Катар. Стадіон вміщує 13 000 людей і зараз використовується здебільшого для футбольних матчів, оскільки це домашній майданчик Аль-Арабі СК.

## Історія
Стадіон широко використовувався під час Азійських ігор 2006 року, і він був місцем для кількох різних видів спорту, включаючи футбол, настільний теніс, регбі-7 та фехтування. Національна збірна Іраку з футболу грала свої матчі кваліфікації Чемпіонату світу з футболу 2014 року (АФК), як і національна збірна Ємену з футболу у своїх матчах кваліфікації Чемпіонату світу з футболу 2018 року (АФК).
Архітектором був Michael KC Cheah.
10 березня 2022 року національна збірна Бразилії з футболу оголосила, що стадіон «Гранд Хамад» було обрано базовим табором команди під час Чемпіонату світу з футболу 2022 року.

## Матчі кваліфікації чемпіонату світу з футболу
Матчі кваліфікації Чемпіонату світу з футболу, які проходили на стадіоні:
| Дата                 | Команда № 1 | рез. | Команда № 2 | Круглий      |
| -------------------- | ----------- | ---- | ----------- | ------------ |
| 25 березня 2001 року | Малайзія    | 4–3  | Палестина   | 3 група      |
| 11 листопада 2011 р  | Ірак        | 1–0  | КНР         | 1 група      |
| 29 лютого 2012 р     | Ірак        | 7–1  | Сінгапур    | 1 група      |
| 12 червня 2012 р     | Ірак        | 1–1  | Оман        | Група В      |
| 16 жовтня 2012 р     | Ірак        | 1–2  | Австралія   | Група В      |
| 14 листопада 2012 р  | Ірак        | 1–0  | Йорданія    | Група В      |
| 11 червня 2013 р     | Ірак        | 0–1  | Японія      | Група В      |
| 12 березня 2015 р    | Ємен        | 3–1  | Пакистан    | Перший раунд |
| 8 вересня 2015 р     | Ємен        | 0–4  | Бахрейн     | Група H      |
| 17 листопада 2015 р  | Ємен        | 1–3  | Узбекистан  | Група H      |

## Товариські (збірні) матчі
Товариські (збірні) матчі, які проходили на стадіоні.
| Дата              | Команда № 1 | рез. | Команда № 2 |
| ----------------- | ----------- | ---- | ----------- |
| 6 листопада 2011  | Ірак        | 1–0  | Ліван       |
| 29 травня 2013 р  | Оман        | 1–1  | Ліван       |
| 25 березня 2014 р | Ємен        | 2–0  | Непал       |
| 11 квітня 2014    | Філіппіни   | 3–0  | Непал       |
| 30 жовтня 2014 р  | Філіппіни   | 3–0  | Непал       |
| 16 грудня 2018 р  | Палестина   | 2–0  | Пакистан    |
| 31 грудня 2018 р  | В'єтнам     | 4–2  | Філіппіни   |